# Morti nel 1890
| Questa pagina contiene informazioni ricavate automaticamente dalle voci biografiche con l'ausilio del template Bio e di un bot. L'aggiornamento è periodico e automatico e ricostruisce completamente la pagina. Se manca una persona in questa lista, sei pregato di non aggiungerla, ma accertati piuttosto che la sua voce biografica contenga il template Bio e che i dati anagrafici siano correttamente compilati. Se il template Bio manca, inseriscilo tu stesso o, in alternativa, metti l'avviso {{tmp\|Bio}} che ne segnala la mancanza. Se i dati riportati sono sbagliati, correggi direttamente la voce biografica; le modifiche saranno visibili in questa lista entro pochi giorni. Per chiarimenti vedi il progetto biografie. La lista contiene solo le 365 persone che sono citate nell'enciclopedia e per le quali è stato implementato correttamente il template Bio. Pagina aggiornata al 18 ago 2025. |

## Gennaio(50)
- 2 gennaio - Andrea Angiulli, filosofo e pedagogista italiano (n. 1837)
- 2 gennaio - George Henry Boker, drammaturgo e poeta statunitense (n. 1823)
- 2 gennaio - Julian Gayarre, tenore spagnolo (n. 1844)
- 2 gennaio - Henri Justamant, ballerino e coreografo francese (n. 1815)
- 2 gennaio - Marie-Anne Sureau Blondin, religiosa canadese (n. 1809)
- 3 gennaio - William Gilbert, scrittore britannico (n. 1804)
- 3 gennaio - Apollonie Sabatier, modella francese (n. 1822)
- 3 gennaio - Heinrich Thorbecke, orientalista e filologo tedesco (n. 1837)
- 4 gennaio - Pierina Aiudi, attrice teatrale italiana (n. 1854)
- 4 gennaio - Karl von Auersperg, politico boemo (n. 1814)
- 4 gennaio - Wilhelm Konrad Hermann Müller, filologo e scrittore tedesco (n. 1812)
- 4 gennaio - Joseph Paneth, fisiologo austriaco (n. 1857)
- 4 gennaio - Antonio Perez, politico italiano (n. 1821)
- 4 gennaio - Gaetano Rossini, arcivescovo cattolico italiano (n. 1796)
- 5 gennaio - Angelo Quaglio il Giovane, scenografo tedesco (n. 1829)
- 5 gennaio - Maria Repetto, religiosa italiana (n. 1809)
- 7 gennaio - Giuseppe Formisano, vescovo cattolico italiano (n. 1811)
- 7 gennaio - Augusta di Sassonia-Weimar-Eisenach, principessa e imperatrice (n. 1811)
- 8 gennaio - Giorgio Ronconi, baritono italiano (n. 1810)
- 12 gennaio - Sarah Fairbrother, attrice teatrale britannica (n. 1816)
- 12 gennaio - Nehemiah Green, politico statunitense (n. 1837)
- 12 gennaio - Júlio César Machado, scrittore portoghese (n. 1835)
- 13 gennaio - Olympe Audouard, scrittrice francese (n. 1832)
- 14 gennaio - Ignaz von Döllinger, presbitero, teologo e storico tedesco (n. 1799)
- 14 gennaio - Paulin Martin, biblista e orientalista francese (n. 1840)
- 14 gennaio - Robert Napier, I barone Napier di Magdala, militare inglese (n. 1810)
- 14 gennaio - Fëdor Fëdorovič Radeckij, militare russo (n. 1820)
- 15 gennaio - Alfonso Barracco, politico e nobile italiano (n. 1810)
- 15 gennaio - Lucia Xarate, messicana (n. 1864)
- 16 gennaio - Louis-Antoine Ormières, presbitero francese (n. 1809)
- 17 gennaio - Guglielmo d'Assia-Philippsthal-Barchfeld, principe (n. 1831)
- 17 gennaio - Władysław Taczanowski, zoologo, ornitologo e aracnologo polacco (n. 1819)
- 18 gennaio - Amedeo I di Spagna, sovrano (n. 1845)
- 19 gennaio - Luigi Anelli, storico, politico e patriota italiano (n. 1813)
- 19 gennaio - Giorgio di Schwarzburg-Rudolstadt, sovrano e militare tedesco (n. 1838)
- 20 gennaio - Franz Lachner, compositore e direttore d'orchestra tedesco (n. 1803)
- 20 gennaio - Giacinto Oliverio, politico italiano (n. 1831)
- 22 gennaio - Lavrentij Alekseevič Zagoskin, navigatore e esploratore russo (n. 1808)
- 23 gennaio - Otto August Rosenberger, astronomo tedesco (n. 1800)
- 25 gennaio - Jean Gailhac, presbitero francese (n. 1802)
- 25 gennaio - Antonio Salviati, imprenditore italiano (n. 1816)
- 28 gennaio - Prudence Crandall, insegnante e attivista statunitense (n. 1803)
- 28 gennaio - Felice Pinna, poliziotto italiano (n. 1819)
- 29 gennaio - William Gull, medico britannico (n. 1816)
- 29 gennaio - Melchior Neumayr, geologo e paleontologo austriaco (n. 1845)
- 29 gennaio - Eduard Georg von Wahl, chirurgo tedesco (n. 1833)
- 30 gennaio - Louis-Jules André, architetto francese (n. 1819)
- 30 gennaio - Tunuslu Hayreddin Pascià, politico ottomano (n. 1820)
- 30 gennaio - Karl von Waldburg-Zeil, nobile e esploratore tedesco (n. 1841)
- 31 gennaio - Giovanni Falleroni, politico e patriota italiano (n. 1837)

## Febbraio(25)
- 2 febbraio - Pietro Cavoti, artista e pittore italiano (n. 1819)
- 3 febbraio - Christophorus Buys Ballot, meteorologo olandese (n. 1817)
- 3 febbraio - Amadio Ronchini, storico italiano (n. 1812)
- 3 febbraio - Pietro Rota, arcivescovo cattolico italiano (n. 1805)
- 4 febbraio - Antonio d'Orléans, nobile francese (n. 1824)
- 7 febbraio - Giulio Ajani, patriota e imprenditore italiano (n. 1835)
- 8 febbraio - Giuseppe Pecci, cardinale italiano (n. 1807)
- 10 febbraio - Pio Bartolucci Godolini, imprenditore, patriota e politico italiano (n. 1836)
- 13 febbraio - Henry H. Wells, politico e avvocato statunitense (n. 1823)
- 13 febbraio - Khalifa bin Sa'id di Zanzibar, sultano (n. 1852)
- 14 febbraio - Enrico Poggi, magistrato e politico italiano (n. 1812)
- 15 febbraio - Alexander Baillie-Cochrane, politico britannico (n. 1816)
- 16 febbraio - Robert Kane, chimico irlandese (n. 1809)
- 17 febbraio - Christopher Sholes, inventore statunitense (n. 1819)
- 18 febbraio - Gyula Andrássy il Vecchio, politico ungherese (n. 1823)
- 20 febbraio - Napoléon Daru, politico, militare e nobile francese (n. 1807)
- 22 febbraio - Carl Heinrich Bloch, pittore danese (n. 1834)
- 22 febbraio - John Jacob Astor III, imprenditore e filantropo statunitense (n. 1822)
- 24 febbraio - Carl Conrad Theodor Litzmann, ginecologo tedesco (n. 1815)
- 24 febbraio - Victor Leopold Ritter von Zepharovich, mineralogista austriaco (n. 1830)
- 25 febbraio - Francesco Aggazzotti, avvocato, agronomo e enologo italiano (n. 1811)
- 25 febbraio - Karl Emil von Schafhäutl, fisico, geologo e musicologo tedesco (n. 1803)
- 26 febbraio - Wilhelm Gail, pittore tedesco (n. 1804)
- 27 febbraio - Édouard Charton, pubblicista e politico francese (n. 1807)
- 27 febbraio - Stefano Roverizio, politico italiano (n. 1809)

## Marzo(24)
- 3 marzo - Adalbert von Bredow, ufficiale tedesco (n. 1814)
- 3 marzo - Innocenzo da Berzo, presbitero italiano (n. 1844)
- 3 marzo - Marino Turchi, patriota, scienziato e filantropo italiano (n. 1808)
- 4 marzo - Franz Delitzsch, insegnante, teologo e ebraista tedesco (n. 1813)
- 5 marzo - Francesco Restelli, politico, patriota e avvocato italiano (n. 1814)
- 7 marzo - Karl Rudolf Friedenthal, avvocato, imprenditore e politico tedesco (n. 1827)
- 11 marzo - Johann Gildemeister, orientalista tedesco (n. 1812)
- 12 marzo - William Wilson Allen, militare britannico
- 13 marzo - François-Ferdinand Tagliabue, missionario e vescovo cattolico francese (n. 1822)
- 16 marzo - Zorka del Montenegro, principessa montenegrina (n. 1864)
- 17 marzo - Nicolò Gavotti, politico italiano (n. 1819)
- 17 marzo - Achille Sacchi, medico e patriota italiano (n. 1827)
- 18 marzo - Johann Georg Halske, imprenditore tedesco (n. 1814)
- 18 marzo - Izabela Maria Lubomirska, nobildonna polacca (n. 1808)
- 21 marzo - George Crook, generale statunitense (n. 1828)
- 22 marzo - William Montagu, VII duca di Manchester, politico inglese (n. 1823)
- 23 marzo - Vittorio Albertoletti, militare italiano (n. 1837)
- 23 marzo - Auguste von Littrow, scrittrice e attivista austriaca (n. 1819)
- 25 marzo - Joseph Sugar Baly, medico e entomologo inglese (n. 1816)
- 25 marzo - John Turtle Wood, archeologo britannico (n. 1821)
- 26 marzo - Afrikan Špir, filosofo russo (n. 1837)
- 29 marzo - Andreas Müller, pittore tedesco (n. 1811)
- 29 marzo - Ferdinando Petruccelli della Gattina, giornalista, scrittore e patriota italiano (n. 1815)
- 30 marzo - Gesualdo Nicola Loschirico, arcivescovo cattolico italiano (n. 1823)

## Aprile(32)
- 1º aprile - Pontus Brevern-de la Gardie, generale e nobile russo (n. 1814)
- 1º aprile - Konstantin Katakazi, diplomatico russo (n. 1828)
- 3 aprile - George Phipps, II marchese di Normanby, politico britannico (n. 1819)
- 4 aprile - Edmond Hébert, geologo francese (n. 1812)
- 4 aprile - Luigi Mariotti, vescovo cattolico italiano (n. 1818)
- 6 aprile - Luigi Trecourt, pittore italiano (n. 1808)
- 8 aprile - Edward Lloyd, editore, imprenditore e inventore britannico (n. 1815)
- 8 aprile - Junius Spencer Morgan, banchiere statunitense (n. 1813)
- 10 aprile - Franz de Paula Albert Eder, arcivescovo cattolico austriaco (n. 1818)
- 10 aprile - Aurelio Saffi, patriota e politico italiano (n. 1819)
- 10 aprile - Conrad Warner, dirigente sportivo e calciatore inglese (n. 1850)
- 10 aprile - Max de Blumer, ciclista russo (n. 1867)
- 11 aprile - Joseph Merrick, inglese (n. 1862)
- 12 aprile - Giovanni Bianchetti, politico italiano (n. 1809)
- 12 aprile - Enrico Castellano, politico italiano (n. 1825)
- 12 aprile - Giuseppina Giovanelli, attrice teatrale italiana (n. 1848)
- 13 aprile - Raffaele Rubini, matematico italiano (n. 1817)
- 14 aprile - Federico Craveri, naturalista e chimico italiano (n. 1815)
- 14 aprile - Jérôme Galloni d'Istria, politico francese (n. 1815)
- 15 aprile - Eugène-Melchior Péligot, chimico francese (n. 1811)
- 16 aprile - Moritz Lotze, fotografo tedesco (n. 1809)
- 18 aprile - Boulos Boutros Massaad, vescovo cattolico e patriarca cattolico libanese (n. 1806)
- 19 aprile - Alphonse Du Breuil, botanico francese (n. 1811)
- 20 aprile - Giuseppe Elia Benza, politico italiano (n. 1802)
- 20 aprile - Eugène Cicéri, pittore, illustratore e incisore francese (n. 1813)
- 20 aprile - John Henry Gurney, ornitologo e banchiere britannico (n. 1819)
- 21 aprile - Charles Augustus Howell, mercante d'arte portoghese (n. 1840)
- 22 aprile - Magnus Huss, medico svedese (n. 1807)
- 24 aprile - Giuseppe Alinari, editore e fotografo italiano (n. 1836)
- 24 aprile - Vittorio Emanuele Taparelli d'Azeglio, diplomatico e politico italiano (n. 1816)
- 25 aprile - Theodor Möbius, filologo tedesco (n. 1821)
- 30 aprile - Michele Ungaro, patriota, politico e magistrato italiano (n. 1819)

## Maggio(22)
- 1º maggio - Gennaro Mortati, patriota e scrittore italiano (n. 1826)
- 1º maggio - Leonhard Schmitz, latinista e scrittore prussiano (n. 1807)
- 5 maggio - Emilio Naudin, tenore italiano (n. 1823)
- 5 maggio - Joseph-Nicolas Robert-Fleury, pittore francese (n. 1797)
- 7 maggio - Natal'ja Stepanovna Apraksina, nobildonna russa (n. 1794)
- 7 maggio - Ekaterina Sergeevna Šeremeteva, nobildonna russa (n. 1813)
- 9 maggio - Friedrich Loos, pittore, incisore e litografo austriaco (n. 1797)
- 10 maggio - Kajetan von Bissingen-Nippenburg, ufficiale e politico austriaco (n. 1803)
- 11 maggio - Eugène Albert, liutaio belga (n. 1816)
- 11 maggio - Paolo Rubboli, ceramista e artigiano italiano (n. 1838)
- 13 maggio - Jacques-Louis Soret, chimico svizzero (n. 1827)
- 16 maggio - Elena di Baviera, duchessa tedesca (n. 1834)
- 16 maggio - Mihkel Veske, linguista e poeta estone (n. 1843)
- 18 maggio - Charles Marie Napoléon de Beaufort d'Hautpoul, militare francese (n. 1804)
- 19 maggio - Domenico Merlo, politico italiano (n. 1813)
- 20 maggio - Antonio Guerra, politico italiano (n. 1824)
- 22 maggio - Luigi Greco Cassia, politico italiano (n. 1815)
- 23 maggio - Friedrich von Schreiber, arcivescovo cattolico tedesco (n. 1819)
- 24 maggio - Jean-Baptiste Noulet, archeologo, naturalista e geologo francese (n. 1802)
- 26 maggio - Giuliano Venturini, patriota e scrittore italiano (n. 1820)
- 27 maggio - James O'Connor, vescovo cattolico e missionario irlandese (n. 1823)
- 29 maggio - Alexander von Koller, generale e politico austriaco (n. 1813)

## Giugno(26)
- 1º giugno - Camilo Castelo Branco, scrittore portoghese (n. 1825)
- 1º giugno - Vasilij Pukirev, pittore russo (n. 1832)
- 2 giugno - Emilio Franceschi, scultore italiano (n. 1839)
- 4 giugno - Michele Giuseppe Canale, storico italiano (n. 1808)
- 4 giugno - Sinjeong di Joseon, regina coreana (n. 1809)
- 6 giugno - Philippe Burty, artista francese (n. 1830)
- 6 giugno - Giuseppe Tardio, avvocato italiano (n. 1834)
- 6 giugno - Frederick W. Tilton, imprenditore e filantropo statunitense (n. 1821)
- 11 giugno - Jane Hope-Vere, nobildonna inglese (n. 1821)
- 13 giugno - Johann Georg Hiltensperger, pittore tedesco (n. 1806)
- 14 giugno - Vincenzo Morano, editore italiano (n. 1822)
- 16 giugno - Hector von Holzhausen, generale austriaco (n. 1812)
- 17 giugno - Emmanuel Servais, politico lussemburghese (n. 1811)
- 18 giugno - Pietro Michele Angelo Manini, patriota italiano (n. 1814)
- 18 giugno - Alessandro Repetti, editore, giornalista e ufficiale italiano (n. 1822)
- 19 giugno - Tancredi De Riso, imprenditore e politico italiano (n. 1813)
- 19 giugno - Harry Grey, VIII conte di Stamford, nobile britannico (n. 1812)
- 23 giugno - George Washington McCrary, politico statunitense (n. 1835)
- 24 giugno - Subba Row, filosofo e teosofo indiano (n. 1856)
- 25 giugno - Joseph Girard, politico, avvocato e giudice svizzero (n. 1815)
- 26 giugno - Edouard Gregoir, compositore e musicologo belga (n. 1822)
- 29 giugno - Henry Herbert, IV conte di Carnarvon, nobile e politico britannico (n. 1831)
- 29 giugno - Jean-Joseph Laurens, pittore e litografo francese (n. 1801)
- 29 giugno - Alexander Parkes, inventore e chimico inglese (n. 1813)
- 29 giugno - Domenico Spanò Bolani, politico italiano (n. 1815)
- 30 giugno - Samuel Parkman Tuckerman, compositore statunitense (n. 1819)

## Luglio(19)
- 1º luglio - Adolf Ebert, filologo e storico della letteratura tedesco (n. 1820)
- 5 luglio - Friedrich Arnold, medico, anatomista e fisiologo tedesco (n. 1803)
- 7 luglio - Henri Nestlé, imprenditore tedesco (n. 1814)
- 8 luglio - Mauro Wolter, presbitero tedesco (n. 1825)
- 10 luglio - Heinrich Hansen, pittore danese (n. 1821)
- 11 luglio - Marcantonio Colonna di Stigliano, nobile italiano (n. 1808)
- 13 luglio - John Charles Frémont, generale, politico e botanico statunitense (n. 1813)
- 13 luglio - Johann Voldemar Jannsen, giornalista e poeta estone (n. 1819)
- 14 luglio - Luigi Campini, pittore italiano (n. 1816)
- 15 luglio - Gottfried Keller, scrittore e poeta svizzero (n. 1819)
- 18 luglio - Lydia Becker, attivista britannica (n. 1827)
- 20 luglio - Richard Wallace, collezionista d'arte, filantropo e politico britannico (n. 1818)
- 26 luglio - Mario Di Stefano, architetto e ingegnere italiano (n. 1815)
- 27 luglio - Gaetano Mastellari, artista italiano (n. 1822)
- 29 luglio - Paul Barbe, imprenditore e politico francese (n. 1836)
- 29 luglio - Ippolito Gamba Ghiselli, patriota, nobile e politico italiano (n. 1806)
- 29 luglio - Vincent van Gogh, pittore olandese (n. 1853)
- 31 luglio - Luigi Pallotti, cardinale italiano (n. 1829)
- 31 luglio - Luigi Tornielli, politico italiano (n. 1817)

## Agosto(22)
- 1º agosto - Ferdinand Denis, viaggiatore, storico e bibliotecario francese (n. 1798)
- 2 agosto - Charles Roach Smith, antiquario, numismatico e archeologo britannico (n. 1807)
- 3 agosto - Louise-Victorine Ackermann, poetessa francese (n. 1813)
- 4 agosto - Émile Lévy, pittore e illustratore francese (n. 1826)
- 4 agosto - Ivan Mažuranić, poeta croato (n. 1814)
- 6 agosto - William Kemmler, criminale statunitense (n. 1860)
- 9 agosto - Domenico Duranti Valentini, avvocato e politico italiano (n. 1821)
- 9 agosto - Ambrogio Longoni, politico e militare italiano (n. 1811)
- 9 agosto - Jeptha Homer Wade, imprenditore statunitense (n. 1811)
- 10 agosto - John Boyle O'Reilly, poeta, scrittore e attivista irlandese (n. 1844)
- 10 agosto - Samuel B. H. Vance, politico statunitense (n. 1814)
- 11 agosto - John Henry Newman, cardinale, teologo e filosofo britannico (n. 1801)
- 14 agosto - Michael J. McGivney, presbitero statunitense (n. 1852)
- 17 agosto - Orazio Silvestri, geologo e vulcanologo italiano (n. 1835)
- 18 agosto - Antonio Castagneri, alpinista italiano (n. 1845)
- 19 agosto - Hubert Geresme, operaio francese (n. 1828)
- 22 agosto - Vasile Alecsandri, poeta, scrittore e politico romeno (n. 1821)
- 24 agosto - Constanze Geiger, pianista, attrice teatrale e compositrice austriaca (n. 1835)
- 26 agosto - Jean-Antoine Carrel, alpinista e militare italiano (n. 1829)
- 26 agosto - Jane Currie Blaikie Hoge, infermiera e filantropa statunitense (n. 1811)
- 28 agosto - Agostino Petitti Bagliani di Roreto, generale e politico italiano (n. 1814)
- 30 agosto - Marianne North, illustratrice e naturalista britannica (n. 1830)

## Settembre(25)
- 1º settembre - Tiberio Berardi, politico italiano (n. 1815)
- 5 settembre - Ludwig Deppe, compositore, direttore d'orchestra e pianista tedesco (n. 1828)
- 6 settembre - Robert St Clair-Erskine, IV conte di Rosslyn, nobile e politico scozzese (n. 1833)
- 7 settembre - Francesco Gilardini, politico italiano (n. 1823)
- 9 settembre - Eugène Godard, aviatore francese (n. 1827)
- 11 settembre - Felice Casorati, matematico italiano (n. 1835)
- 11 settembre - Luigi Rossi, avvocato e politico svizzero (n. 1864)
- 11 settembre - Lodovico Zambeletti, farmacista e imprenditore italiano (n. 1841)
- 12 settembre - Tommaso Michele Salzano, arcivescovo cattolico e teologo italiano (n. 1807)
- 15 settembre - Edwin Felix Thomas Atkinson, entomologo irlandese (n. 1840)
- 16 settembre - Carl Ramon Soter von Lederer, diplomatico e nobile austriaco (n. 1817)
- 16 settembre - Osman Emin Ahmed Pascià, ammiraglio ottomano (n. 1858)
- 17 settembre - Jules François Alexandre Joffrin, politico francese (n. 1846)
- 18 settembre - Dion Boucicault, commediografo e attore teatrale irlandese (n. 1822)
- 18 settembre - Jeanne Samary, attrice teatrale francese (n. 1857)
- 19 settembre - Friedrich Gaedcke, chimico tedesco (n. 1828)
- 19 settembre - Pietro Gagliardi, pittore e architetto italiano (n. 1809)
- 21 settembre - Victor Guérin, archeologo e geografo francese (n. 1821)
- 23 settembre - Lorenz von Stein, sociologo, giurista e economista tedesco (n. 1815)
- 24 settembre - Jørgen Sonne, pittore danese (n. 1801)
- 27 settembre - Filippo Balbi, pittore italiano (n. 1806)
- 28 settembre - Luigi Guglielmo di Bentheim e Steinfurt, principe tedesco (n. 1812)
- 29 settembre - Alphonse Karr, giornalista, scrittore e aforista francese (n. 1808)
- 30 settembre - Konrad Hofmann, medievista e filologo tedesco (n. 1819)
- 30 settembre - Edgar von Westphalen, politico tedesco (n. 1819)

## Ottobre(26)
- 3 ottobre - Alfredo Baccarini, ingegnere e politico italiano (n. 1826)
- 3 ottobre - Joseph Hergenröther, cardinale e storico tedesco (n. 1824)
- 4 ottobre - Catherine Mumford, filantropa inglese (n. 1829)
- 12 ottobre - Pauline de Talleyrand-Périgord, nobile francese (n. 1820)
- 13 ottobre - William Worth Belknap, generale e politico statunitense (n. 1829)
- 13 ottobre - Pëtr Aleksandrovič Čichačëv, storico, naturalista e geografo russo (n. 1808)
- 13 ottobre - Samuel Freeman Miller, giudice, avvocato e medico statunitense (n. 1816)
- 14 ottobre - Reuben Davis, politico statunitense (n. 1813)
- 16 ottobre - David Hennessy, poliziotto statunitense (n. 1858)
- 16 ottobre - Auguste Toulmouche, pittore francese (n. 1829)
- 17 ottobre - Luigi Pianciani, patriota e politico italiano (n. 1810)
- 18 ottobre - Giuseppe Corrias, politico italiano (n. 1811)
- 18 ottobre - Kōnstantinos Simōnidīs, avventuriero e falsario greco (n. 1820)
- 19 ottobre - Richard Francis Burton, esploratore, traduttore e orientalista britannico (n. 1821)
- 19 ottobre - Émile Mathieu, matematico francese (n. 1835)
- 22 ottobre - Gavino Cossu, romanziere italiano (n. 1844)
- 23 ottobre - Ferdinand von Rayski, pittore tedesco (n. 1806)
- 23 ottobre - Arnoldo Rèche, religioso francese (n. 1838)
- 23 ottobre - Charles Verlat, pittore, docente e incisore belga (n. 1824)
- 25 ottobre - Romualdo Belloli, pittore e incisore italiano (n. 1813)
- 26 ottobre - Carlo Collodi, scrittore e giornalista italiano (n. 1826)
- 27 ottobre - Antonio Raimondi, geografo italiano (n. 1824)
- 28 ottobre - Alexander John Ellis, matematico, fisico e filologo britannico (n. 1814)
- 28 ottobre - Charles Edward Mudie, editore inglese (n. 1818)
- 29 ottobre - Luigi Berti, poliziotto italiano (n. 1828)
- 30 ottobre - Louis Jacolliot, scrittore, orientalista e indologo francese (n. 1837)

## Novembre(22)
- 3 novembre - Jakob Heinrich Hermann Schwartz, ginecologo tedesco (n. 1821)
- 4 novembre - Helene Demuth, tedesca (n. 1820)
- 4 novembre - Anselmo Vivanti, patriota italiano (n. 1827)
- 4 novembre - Jacob van Zuylen van Nijevelt, politico olandese (n. 1816)
- 7 novembre - Giovanni De Donà, presbitero, patriota e letterato italiano (n. 1819)
- 8 novembre - Moritz Esterházy de Galantha, diplomatico e nobile austriaco (n. 1807)
- 8 novembre - César Franck, compositore e organista belga (n. 1822)
- 8 novembre - Marie-Clotilde-Élisabeth Louise de Riquet, pianista e nobildonna belga (n. 1837)
- 8 novembre - Karl von Vogelsang, giornalista tedesco (n. 1818)
- 9 novembre - Emanuele Accame, armatore italiano (n. 1806)
- 13 novembre - John Francis Davis, diplomatico e sinologo britannico (n. 1795)
- 14 novembre - Giuseppe Piroli, politico italiano (n. 1815)
- 19 novembre - Guido Borromeo, politico e nobile italiano (n. 1818)
- 19 novembre - Hannah de Rothschild, nobildonna britannica (n. 1851)
- 22 novembre - William Bell Scott, pittore e poeta scozzese (n. 1811)
- 23 novembre - Guglielmo III dei Paesi Bassi, sovrano olandese (n. 1817)
- 24 novembre - Ernst Adolf Coccius, oculista tedesco (n. 1825)
- 24 novembre - Raffaele Lucente, medico e politico italiano (n. 1831)
- 25 novembre - Luigi Seismit Doda, politico e generale italiano (n. 1817)
- 25 novembre - James M. Smith, politico statunitense (n. 1823)
- 27 novembre - Emanuele Muzio, compositore e direttore d'orchestra italiano (n. 1821)
- 27 novembre - Luigi Nicora, vescovo cattolico italiano (n. 1829)

## Dicembre(36)
- 1º dicembre - Samuel Zopfy, medico svizzero (n. 1804)
- 3 dicembre - Carl Hilgers, pittore tedesco (n. 1818)
- 6 dicembre - Grigorij Petrovič Danilevskij, scrittore russo (n. 1829)
- 6 dicembre - Carlo Genè, generale italiano (n. 1836)
- 7 dicembre - Camillo Guglielmo Bianchi, organaro italiano (n. 1821)
- 8 dicembre - Auguste Ottin, scultore francese (n. 1811)
- 9 dicembre - Laurencin, drammaturgo e librettista francese (n. 1806)
- 15 dicembre - James Croll, climatologo britannico (n. 1821)
- 15 dicembre - Piede di Corvo, condottiero nativo americano (n. 1876)
- 15 dicembre - Sisino de Pretis Cagnodo, politico austriaco (n. 1828)
- 15 dicembre - Toro Seduto, politico nativo americano (n. 1831)
- 16 dicembre - Luigi Castellazzo, patriota, politico e scrittore italiano (n. 1827)
- 16 dicembre - Francesco Mazzuoli, vescovo cattolico italiano (n. 1811)
- 16 dicembre - Alfred Terry, generale statunitense (n. 1827)
- 17 dicembre - Auguste Dupont, compositore e pianista belga (n. 1827)
- 18 dicembre - Gerolamo Induno, pittore e patriota italiano (n. 1825)
- 19 dicembre - Eugène Lami, pittore, litografo e costumista francese (n. 1800)
- 21 dicembre - Niels Gade, compositore, direttore d'orchestra e organista danese (n. 1817)
- 21 dicembre - Johanne Luise Heiberg, attrice teatrale e drammaturga danese (n. 1812)
- 22 dicembre - Amilcare Ancona, architetto, archeologo e numismatico italiano (n. 1839)
- 22 dicembre - Gottlieb Samuel Studer, alpinista svizzero (n. 1804)
- 23 dicembre - Mary Pearcey, criminale britannica (n. 1866)
- 24 dicembre - Emilio Cianchi, compositore italiano (n. 1833)
- 26 dicembre - Vicenta María López y Vicuña, religiosa spagnola (n. 1847)
- 26 dicembre - Heinrich Schliemann, imprenditore e archeologo tedesco (n. 1822)
- 27 dicembre - Giovanni Battista Belletti, baritono italiano (n. 1813)
- 27 dicembre - Lorenzo Carbonari, patriota italiano (n. 1823)
- 27 dicembre - Walter Grimshaw, compositore di scacchi britannico (n. 1832)
- 27 dicembre - Ercole Lualdi, imprenditore e politico italiano (n. 1826)
- 27 dicembre - Nikanor, monaco cristiano, teologo e filosofo russo (n. 1827)
- 28 dicembre - Dennis Miller Bunker, pittore statunitense (n. 1861)
- 29 dicembre - Piede Grosso, nativo americano (n. 1826)
- 29 dicembre - Octave Feuillet, scrittore e drammaturgo francese (n. 1821)
- 29 dicembre - Vasilij Sergeevič Smirnov, pittore russo (n. 1858)
- 31 dicembre - Jules Baillarger, neurologo e psichiatra francese (n. 1809)
- 31 dicembre - Gioacchino Bonnet, patriota italiano (n. 1819)

## Senza giorno specificato(36)
- Francesco Anfossi, militare italiano (n. 1819)
- Onorato Bacchetti, medico italiano (n. 1817)
- Henry Jacob Bigelow, chirurgo statunitense (n. 1818)
- Luigi Bosi, politico e militare italiano (n. 1814)
- Luca Carimini, architetto italiano (n. 1830)
- Melchiorre Cartoni, patriota italiano (n. 1827)
- Felice Daneo, storico italiano (n. 1825)
- Teodoro De Rossi di Santa Rosa, politico e funzionario italiano (n. 1812)
- Beda Dudík, storico ceco (n. 1815)
- Anthime Dupont, attivista francese (n. 1841)
- Marie Duval, disegnatrice britannica (n. 1847)
- Luigi Fabio, patriota e militare italiano (n. 1836)
- Carlo Fontanelli, economista italiano (n. 1843)
- Vincenzo Giacomelli, pittore italiano (n. 1812)
- Giovanni Nepomuceno d'Asburgo-Lorena, nobile (n. 1852)
- William Kennedy, esploratore canadese (n. 1814)
- Giovanna Limido, danzatrice italiana (n. 1851)
- Paolo Lombardi, fotografo italiano (n. 1827)
- Vittorio Longhena, patriota italiano (n. 1820)
- Alexander Murdoch Mackay, esploratore scozzese (n. 1849)
- Jean-Joseph Maquignaz, alpinista italiano (n. 1829)
- Pietro Negrisolo, incisore italiano (n. 1813)
- Tommaso Parodi, patriota italiano (n. 1791)
- Raffaele Pasi, militare italiano (n. 1819)
- Christian Heinrich Friedrich Peters, astronomo tedesco (n. 1813)
- Angiolino Romagnoli, pittore italiano (n. 1836)
- Robert Cumming Schenck, politico statunitense (n. 1809)
- Giovanni Serpi, militare e politico italiano (n. 1806)
- Aquilla Smith, antiquario e numismatico irlandese (n. 1806)
- Cesare Tronconi, scrittore e giornalista italiano (n. 1842)
- Antonio Valdoni, pittore italiano (n. 1834)
- Ostap Veresaj, musicista ucraino (n. 1803)
- Henry Ward Poole, ingegnere statunitense (n. 1825)
- Anne Warren Weston, attivista statunitense (n. 1812)
- Eduard von Bauernfeld, drammaturgo tedesco (n. 1802)
- Alexander von Bunge, botanico tedesco (n. 1803)